# Rencontres musicales africaines 2021
La 4e édition des Rencontres musicales africaines 2021, Rema 4 s'est tenue du 14 au 16 octobre 2021 à Ouagadougou. Cette édition avait pour thème « la rémunération par copie privée, moteur pour la création musicale en Afrique ». 

## Déroulement
L'édition 2021 des rencontres musicales africaine s'est déroulé essentiellement autour de panels, conférences, showcase, et des concerts,. Elle a accueilli 14 pays invités, 2 panels, 12 Showcases, 1 Keynote, des speed meetings et des Workshops. 

### Les préparatifs
Les préparatifs d'une édition débutent dès la fin de la précédente. Pour les Rema 4, ce fut d'abord des audiences avec les partenaires et sponsors. Ensuite, ce fut l'appel à candidature aux artistes pour la programmation des concerts. Après cette étape, place à la mise en place du comité d'organisation et au recrutement des bénévoles. Au total 30 000 festivaliers était attendu lors de cette édition.  

### La conférence de presse
La conférence de presse des Rema 4 a eu lieu le 24 septembre 2021 au Bravia Hôtel.  Cette activité avait pour but de faire connaitre les grands axes de l'évènement. C'est lors de cette conférence de presse que le comité d'organisation a annoncé les innovations qui interviendront dans la présente édition , comme dans les prochaines. Au titre des innovations, nous avons le « Rema Welcome Night » qui est la soirée de bienvenue aux professionnels de la musique à travers un concert. Le Rema Welcome Night de l'édition 4 a eu lieu au Goethe Institut de Ouagadougou.  

### La cérémonie d'ouverture
Elle a eu lieu le 14 octobre 2024 à Canal Olympia de Ouaga 2000. Elle a connu la présence de personnalités tels que l'ancienne ministre chargée de la culture, Elise Foniyama Ilboudo/Thiombiano et l'ancien ministre du commerce et de l'industrie Dr Harouna Kaboré. 

### Les panels
Les Rema 4 ont connu deux grands panels que sont : 
- Panel 1 
  - Thème : « Une connaissance partagée de la copie privée ».
  - Intervenants : Dez Altino, Didier Awadi, David Tayorault.
- Panel 2
  - Thème : « Vers un plan d'action pour l'harmonisation des dispositifs de rémunération pour la copie privée dans la zone UEMOA ».
  - Intervenants : Gérard Tognimissou, Philippe Chaudoir, Bathily Aly, Samuel Sangwa[9].

### Keynotes
Le Keynote de cette édition a réuni deux artistes de deux différentes générations , Didier Awadi et Amzy, pour partager leur expérience sur leur carrière d'artiste et aussi sur l'évolution de l'industrie musicale en Afrique.  

### Showcase
Les artistes programmés pour les showcases à l'édition 4 des Rema sont : ATT & Sissao, Mahamoud Ilboudo, Didier Awadi, Toska, Kansy, Waliyaan, Spyrom, Zidass, Askoy, Paris Ouaga Dakar, Kalam Kundé.

## Voir également